# Вулиця Ягеллонська
Вулиця Ягеллонська (пол. Ulica Jagiellońska) — історична вулиця в Кракові, Польща. 

## Розташування
Перетинає колишній квартал Ягеллонського університету. На вулиці розташовані Колегіум Маюс Ягеллонського університету та Старий театр. Вулиця розташована на схід від парку Планти.